# Вельке-Гинцово-Плесо
Вельке-Гинцово-Плесо (словац. Veľké Hincovo Pleso) — озеро естественного происхождения в Татрах на территории Словакии, вблизи границы с Польшей.
Расположено в Татрах, в Менгусовской долине (в её верхней части, Гинцовой долине). Недалеко расположена железнодорожная станция Popradské pleso местных железных дорог.
Вельке-Гинцово-Плесо имеет вытянутую форму. Простирается примерно на 740 метров в длину. Его наибольшая ширина 370 метров. Площадь составляет 20 га, с максимальной глубиной около 53 м. В среднем 270 дней в году покрыто льдом.
Название озера (букв. «Большое Гинцово озеро») и его окрестностей не имеет точной этимологии. По одной из версий, оно происходит от имени Игнатий (Hinco). По другой — с горняками (Hince), которые добывали в долинах Татр золото. Также есть предположение, что Hinco — таинственный карлик, помогавший горнякам добывать золото. Ещё это могло быть имя семьи, пришедшей на это место, что косвенно подтверждается наличием большого количества семей с подобным именем в Словакии.
Это самое большое и самое глубокое горное озеро Словацких Татр.